# Ronn Bréck

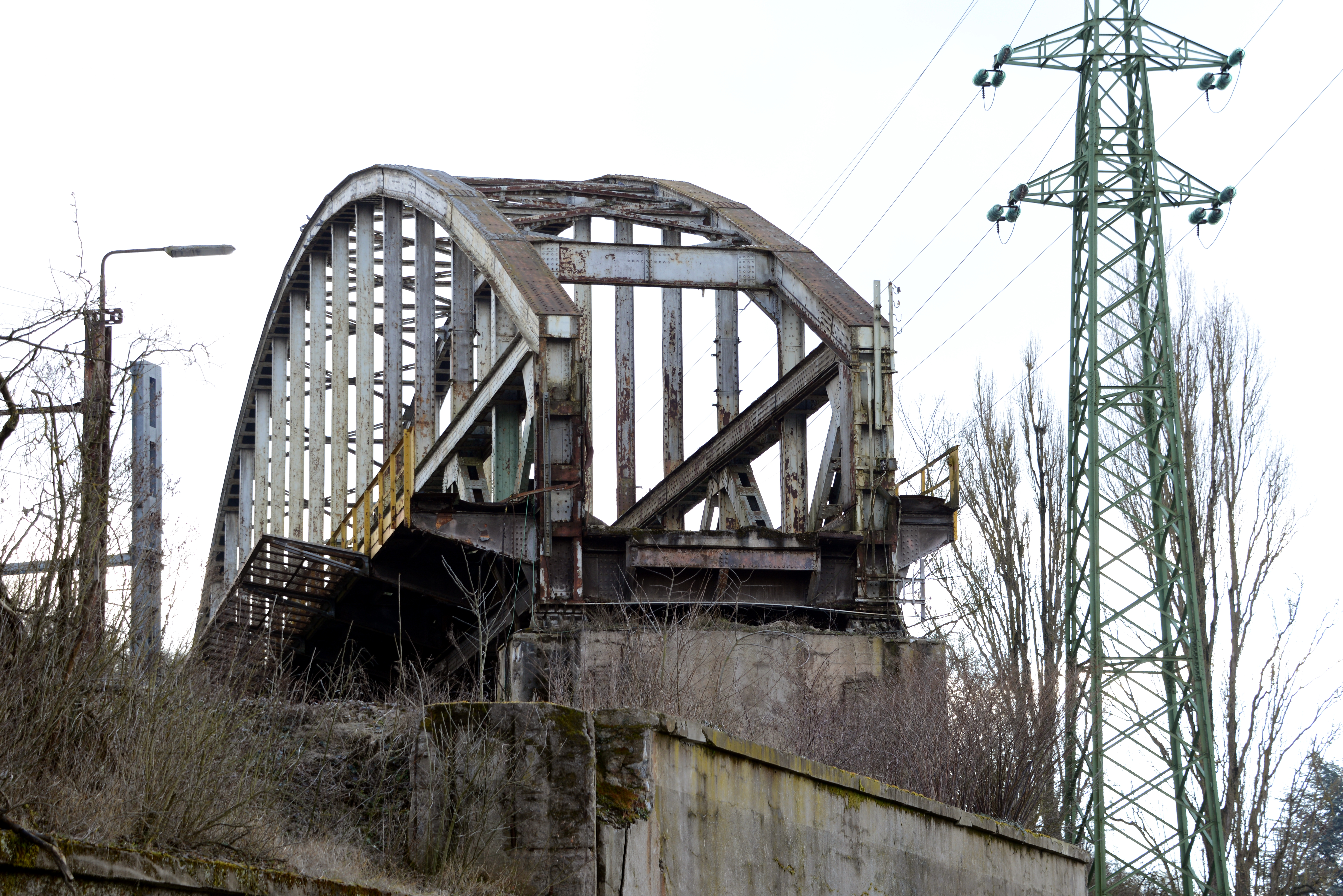
Nordseite – gut sichtbar, die längst abgebauten Geleise

Die Ronn Bréck im Viertel Neudorf in Esch an der Alzette in Luxemburg wurde vom 12. April bis 16. April 2017 (Osterwoche) abgerissen. Es handelte sich dabei um eine (unechte) Stahl-Bogenbrücke mit angehängter, untenliegender Fahrbahntrasse.
Die Brücke dominierte fast ein Jahrhundert das Viertel und wurde auch als „Wahrzeichen“ des Stadtviertels Esch-Neudorf bezeichnet.

## Name
Die Bezeichnung Ronn Bréck war kein offizieller Name der Brücke. Diese wurde nach dem Lageort des Bauwerks als Eisenbahnbrücke Neudorf (Pont ferroviaire Neudorf) bezeichnet.
Ronn bezeichnet die Rundung, den Bogen der Brücke. Bréck bedeutet im luxemburgischen Brücke.

## Geschichte
Die Brücke wurde 1926 errichtet und 1927 eröffnet. Sie war Teil der Gleisverbindung zwischen den Hüttenwerken „Terres Rouges“ und Schifflingen, wurde aber schon viele Jahre nicht mehr gebraucht. Eigentümer der Brücke war der Stahlkonzern ARBED und die Brücke gehörte zuletzt dem Konzern ArcelorMittal.
Die Ronn Bréck war auch ein Symbol des Widerstands gegen die nationalsozialistische Diktatur und Besetzung von Luxemburg 1940 bis 1944. Am Morgen des ersten Nationalfeiertags nach der Besatzung Luxemburgs, am 23. Januar 1941, hatten zwei Arbeiter aus Schifflingen die blauweißrote Luxemburger Fahne an der Brücke angebracht, inmitten eines Meeres aus Hakenkreuzfahnen.
Um an die Brücke zu erinnern ist geplant, einen kleinen Teil der Brücke zu erhalten und als Denkmal aufzustellen.

## Geplante Nachnutzung
Die Brücke sollte ursprünglich für den Fußgänger und Radfahrverkehr erhalten bleiben (Projekt „Highway“) und dadurch „Dieswee“ mit dem „Schlassgoart“ verbunden werde. Aus Kostengründen wurde dieses Projekt aber nicht realisiert. Die Umsetzung des Projektes hätte für den Kauf der Liegenschaft samt Brücke etwa drei Millionen Euro benötigt sowie voraussichtlich eine Million Euro für die Adaptierung, weil die Brücke angehoben hätte werden müssen. Die Ronn Bréck kreuzte über der Neudorfer Straße eine weitere Eisenbahnstrecke. Gemäß Chemins de Fer Luxembourgeois (CFL) hätte es wegen des geringen Abstands in der Höhe vermutlich mit den kommenden Generationen von Zügen Probleme gegeben.